# Trägerrost
Ein Trägerrost ist ein räumliches Stabtragwerk, das durch bestimmte Annahmen vereinfacht berechnet werden kann.
Trägerroste bestehen aus mehreren Stäben, die in einer horizontalen Ebene liegen und von mehreren räumlichen Auflagern gehalten werden. Grundlegende Annahme bei Trägerrosten ist, dass Belastungen nur senkrecht zur Rostebene wirken. Die Berechnung vereinfacht sich deshalb durch den Wegfall der horizontalen Auflagerkräfte und des Einspannmoments um eine senkrecht zum Rost stehenden Achse. Die Belastungen der Stäbe reduzieren sich damit auf Biegung und Querkraft, jeweils senkrecht zur Ebene und Torsion.
Die Auflagerkräfte, und daraus die Schnittgrößen eines statisch bestimmten Trägerrosts können, analog zu ebenen Tragwerken, aus drei Gleichgewichtsbedingungen berechnet werden. Würde ein Trägerrost im allgemeinen, dreidimensionalen Fall gerechnet, wären hingegen sechs Gleichgewichtsbedingungen zu erfüllen.